# Werner Israel
Werner Israel (* 4. Oktober 1931 in Berlin; † 18. Mai 2022 in Victoria, British Columbia) war ein kanadischer Physiker.

## Leben und Wirken
Werner Israel wurde in Berlin geboren und wuchs in Kapstadt, Südafrika, auf. Dort studierte er an der Universität Kapstadt (B.Sc. 1951, M.Sc. 1954). 1960 wurde er am Trinity College in Dublin promoviert.
1967 bewies Werner Israel als Erster ein sogenanntes No-Hair-Theorem. Dieser Eindeutigkeitssatz besagt, dass Schwarze Löcher durch ihre Masse, elektrische Ladung und ihren Drehimpuls vollständig bestimmt sind.
Weitere wichtige Arbeiten im Rahmen der Allgemeinen Relativitätstheorie folgten, so zum Beispiel über die relativistische Boltzmann-Gleichung.
1990 lieferte er zusammen mit Eric Poisson Pionierarbeiten im Studium des Inneren von Schwarzen Löchern. Darauf – folgend einem Vorschlag von Roger Penrose – entdeckte er die Massen-Inflation, die nicht mit der inflationären Kosmologie verwechselt werden darf.
Er war ein Fellow im Kosmologie-Programm des Canadian Institute for Advanced Research. Bis zu seinem Eintritt in den Ruhestand 1996 war er Professor im Department of Physics der University of Alberta. 1996 wurde er zum Adjunct Professor of physics and astronomy an der University of Victoria ernannt. Zusammen mit Stephen Hawking gab er zwei bedeutende Jubiläumsbände heraus (zum 100. Geburtstag von Albert Einstein 1979 und 1987 anlässlich des 300. Jahrestages des Erscheinens von Isaac Newtons Principia).

## Auszeichnungen
- 1972: Fellow of the Royal Society of Canada
- 1986: Fellow of the Royal Society
- 1993: Officer of the Order of Canada
- 1996: Tomalla-Preis

## Publikationen
- Werner Israel: The interior structure of black holes. In: Robert M. Wald (Hrsg.): Black Holes and Relativistic Stars. University of Chicago Press, Chicago 1998, S. 1237–154, ISBN 0-226-87034-0.
- Werner Israel und E. Poisson: Internal structure of black holes. In: Physical Review D. Band 41, 1990, S. 1796–1809.
- S. W. Hawking und Werner Israel (Hrsg.): Three Hundred Years of Gravitation. Cambridge University Press, Cambridge 1987, ISBN 0-521-34312-7.
- S. W. Hawking und Werner Israel (Hrsg.): General Relativity. An Einstein Centenary Survey. Cambridge University Press, Cambridge 1979, ISBN 0-521-22285-0
- Werner Israel: Eventhorizons in static vacuum space-times. In: Physical Review. Band 164, 1967, S. 1776–1779.